# مواد و فرایندهای تولید
مواد و فرایندهای تولید کتابی از ای. پال د گارمو با ترجمهٔ علی حائریان است که در سال ۱۳۶۱ منتشر و در مراسم کتاب سال جمهوری اسلامی ایران به‌عنوان کتاب برگزیده معرفی شد.